# Sarah Chang
Sarah Chang, född 10 december 1980 i Philadelphia, Pennsylvania, är en amerikansk violinist av koreansk börd. Chang har rönt stor internationell framgång.

## Diskografi
- 1992 – Debut
- 1993 – Brahms: Ungerska danser nr 1, 2, 4, 7; Tjajkovskij: Violinkonsert, op. 35
- 1996 – Édouard Lalo: Symphonie Espagnole; Henri Vieuxtemps: Violinkonsert nr 5
- 1997 – Simply Sarah
- 1998 – Jean Sibelius; Felix Mendelssohn: Violinkonserter
- 1999 – Sweet Sorrow
- 2000 – Karl Goldmark: Violinkonsert, op. 28
- 2001 – Fire and Ice
- 2002 – Antonín Dvořák, Tjajkovskij
- 2003 – Classical Legends (samlingsskiva)
- 2004 – French Violin Sonatas (Lars Vogt, piano)
- 2004 – Ralph Vaughan Williams: Sinfonies, The Lark Ascending
- 2005 – Andrew Lloyd Webber: Phantasie/Woman in White
- 2006 – Dmitrij Sjostakovitj: Violinkonsert nr 1; Sergej Prokofjev: Violinkonsert nr 1
- 2007 – Antonín Dvořák: Violinkonsert, op. 53, Pianokvintett
- 2007 – Antonio Vivaldi: De fyra årstiderna, Violinkonsert i g-moll, op. 12 nr 1, RV 317
- 2009 – Max Bruch: Violinkonsert nr 1; Johannes Brahms: Violinkonsert